# Ihar Mirankou
Ihar Alaksandrowicz Mirankou (biał. Ігар Аляксандравіч Міранкоў, ur. 1969 w Swietłahorsku, zm. 19 czerwca 1996 w Mińsku) – białoruski seryjny morderca oraz pedofil zwany Swietłahorskim koszmarem, który w latach 1990–1993 zgwałcił i zamordował w Swietłahorsku sześciu chłopców.

## Życiorys
Mirankou urodził się w 1969 roku w Swietłahorsku. Po ukończeniu szkoły, zaciągnął się do wojska. Został skierowany do służby we Flocie Północnej. Podczas służby miał zacząć przejawiać skłonności homoseksualne i napastował seksualnie innych żołnierzy. Mirankou zwierzył się nielicznym, że gdy był w wojsku, został zgwałcony przez innych żołnierzy, czego nigdy nie potwierdzono.

## Zaginięcia chłopców
Na początku lat 90. XX wieku w Swietłahorsku doszło do serii zaginięć chłopców. Pierwsze dwa zaginięcia miały miejsce w 1990 i 1991 roku i przeszły bez większego rozgłosu. Panika wybuchła, gdy w 1993 roku, w przeciągu kilku miesięcy zaginęło czterech chłopców. Mieszkańcy miasta protestowali pod gmachem komitetu wykonawczego i domagali się zdecydowanych działań ze strony milicji. Powołano patrole obywatelskie, które miały zwracać szczególną uwagę na dzieci. Ministerstwo Spraw Wewnętrznych skierowało do Swietłahorska dodatkowych śledczych, mających wyjaśnić zaginięcia. Jedna z teorii mówiła, że chłopców porwano w celu pozyskania organów do przeszczepu.
W październiku 1993 roku grzybiarz odnalazł szkielet dziecka, ukryty głęboko w lesie. Szczątki należały do Siarhieja Kuranienki, który zaginął pół roku wcześniej. W grudniu 1993 roku myśliwi znaleźli zwłoki Anatola Radkou. Patolog badający jego zwłoki stwierdził, że chłopiec został zgwałcony. Po odnalezieniu zwłok Radkou, śledczy uznali, że wszyscy zaginieni chłopcy nie żyją, a za ich śmierć odpowiada pedofil-seryjny morderca.

## Aresztowanie
Po odnalezieniu zwłok dwóch chłopców, na milicję zgłosił się nastolatek, który w 1990 roku został zgwałcony przez motocyklistę, który zaoferował mu podwiezienie. Napastnik powiedział ofierze, że go zabije, jednak ta ubłagała oprawce, by tego nie robił. Oprawca ubrany był w strój wojskowy oraz poruszał się motorem marki Jawa. Sprawy od razu powiązano z zaginionymi, gdyż świadek widział jak jeden z zamordowanych chłopców jechał na motorze z niezidentyfikowanym mężczyzną. Wtedy na podejrzanego wytypowano Mirankou, który był żołnierzem i posiadał Jawę. Mężczyznę aresztowano w kwietniu 1994 roku. Okazało się, że od 1991 roku odbywał karę więzienia za wyłudzenie odszkodowania, a wszyscy zaginieni w 1993 roku, zaginęli, gdy Mirankou był na więziennej przepustce. Mirankou przyznał się do morderstw i opisał, jak zwabiał chłopców, by wsiedli na jego motor, następnie wywoził ich głęboko do lasu, gdzie ich gwałcił i mordował. Wskazał miejsce ukrycia zwłok pozostałych ofiar. Mirankou nie okazał skruchy i przyznał, że mordowałby dalej, gdyby go wypuszczono na wolność. Sąd skazał Mirankou na karę śmierci, którą wykonano 19 czerwca 1996 roku w Mińsku.

## Ofiary Mirankou
| Lp. | Ofiara              | Wiek | Data             |
| --- | ------------------- | ---- | ---------------- |
| 1.  | Alaksandr Ahiejenko | 13   | 2 czerwca 1990   |
| 2.  | Witalij Jefimau     | 10   | 16 kwietnia 1991 |
| 3.  | Siarhiej Kuranienko | 9    | 20 marca 1993    |
| 4.  | Wiktar Golikou      | 13   | 30 marca 1993    |
| 5.  | Anatol Radkou       | 13   | 3 lipca 1993     |
| 6.  | Wasil Nosau         | 9    | 27 lipca 1993    |